# Bitwa pod Gavinaną
Bitwa pod Gavinaną – starcie zbrojne, które miało miejsce dnia 3 sierpnia 1530 w trakcie wojen włoskich (1494–1559) pomiędzy wojskami Florencji a cesarzem Karolem V. 
Wojska cesarskie dowodzone przez Philiberta de Chalon starły się z mniej licznymi oddziałami florenckimi pod wodzą Francesca Ferruccia. Gdy po krótkiej walce cesarscy zmuszeni zostali do defensywy, do akcji wkroczyły rezerwy dowodzone przez Fabrizia Maramaldo, Włocha w służbie cesarskiej. Atak tych wojsk odwrócił losy bitwy na korzyść wojsk cesarskich. Ciężko ranny Ferrucio został po bitwie dobity przez Maramalda. Dzięki temu zwycięstwu Medyceusze mogli ponownie objąć władzę we Florencji. Było to spełnieniem obietnicy, jaką cesarz Karol V złożył papieżowi Klemensowi VII po tym, gdy w lutym 1530 został koronowany przez niego w Bolonii na króla Włoch.